# Plentzia
Plentzia en basque ou Plencia en espagnol (anciennement Plasencia de Butrón) ' est une commune de Biscaye dans la communauté autonome du Pays basque en Espagne.
Le nom officiel de la ville est Plentzia.

## Géographie

### Quartiers
Les quartiers de Plentzia sont: Berreaga, Isuskitza, Saratxaga et Txipio.

## Sites et patrimoine

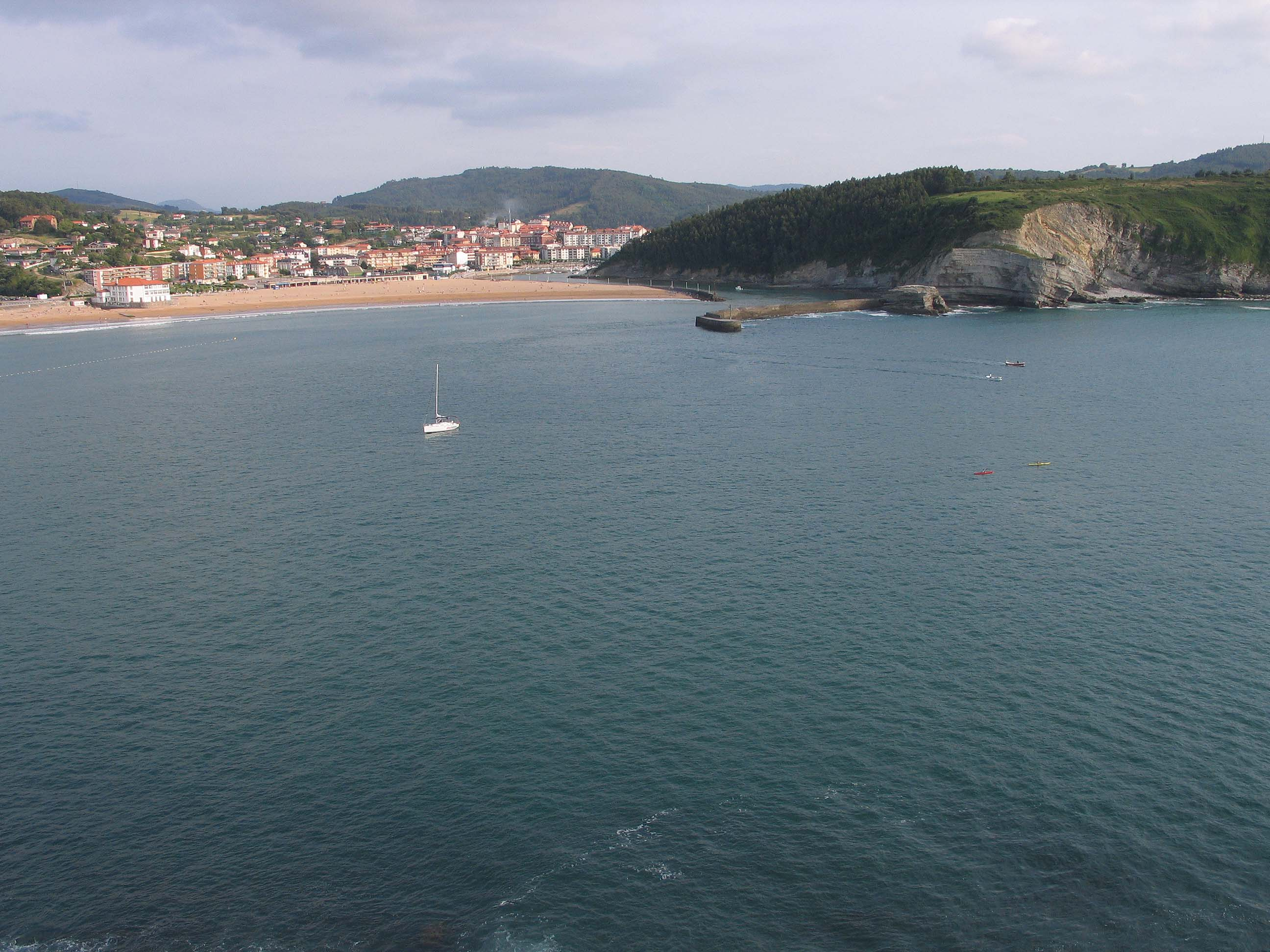
Baie
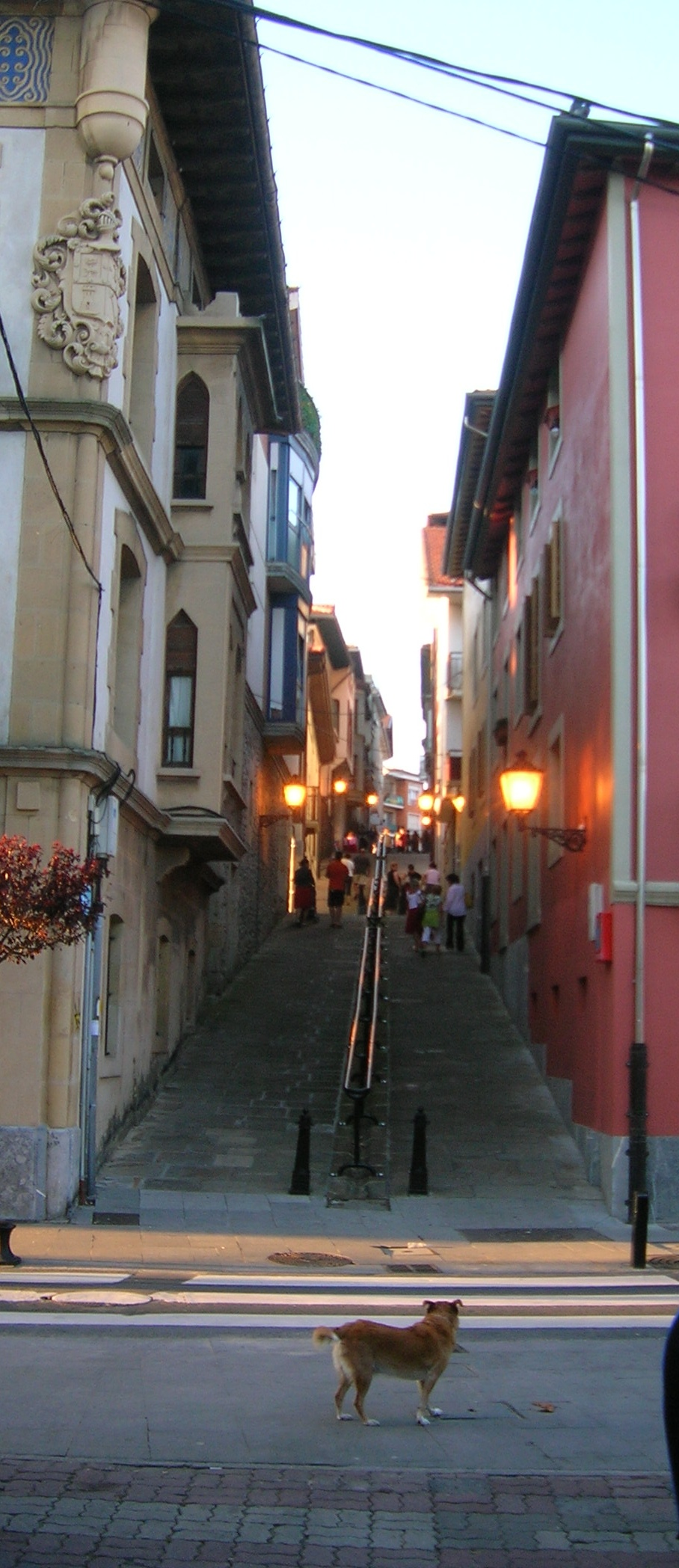
Vieux quartier
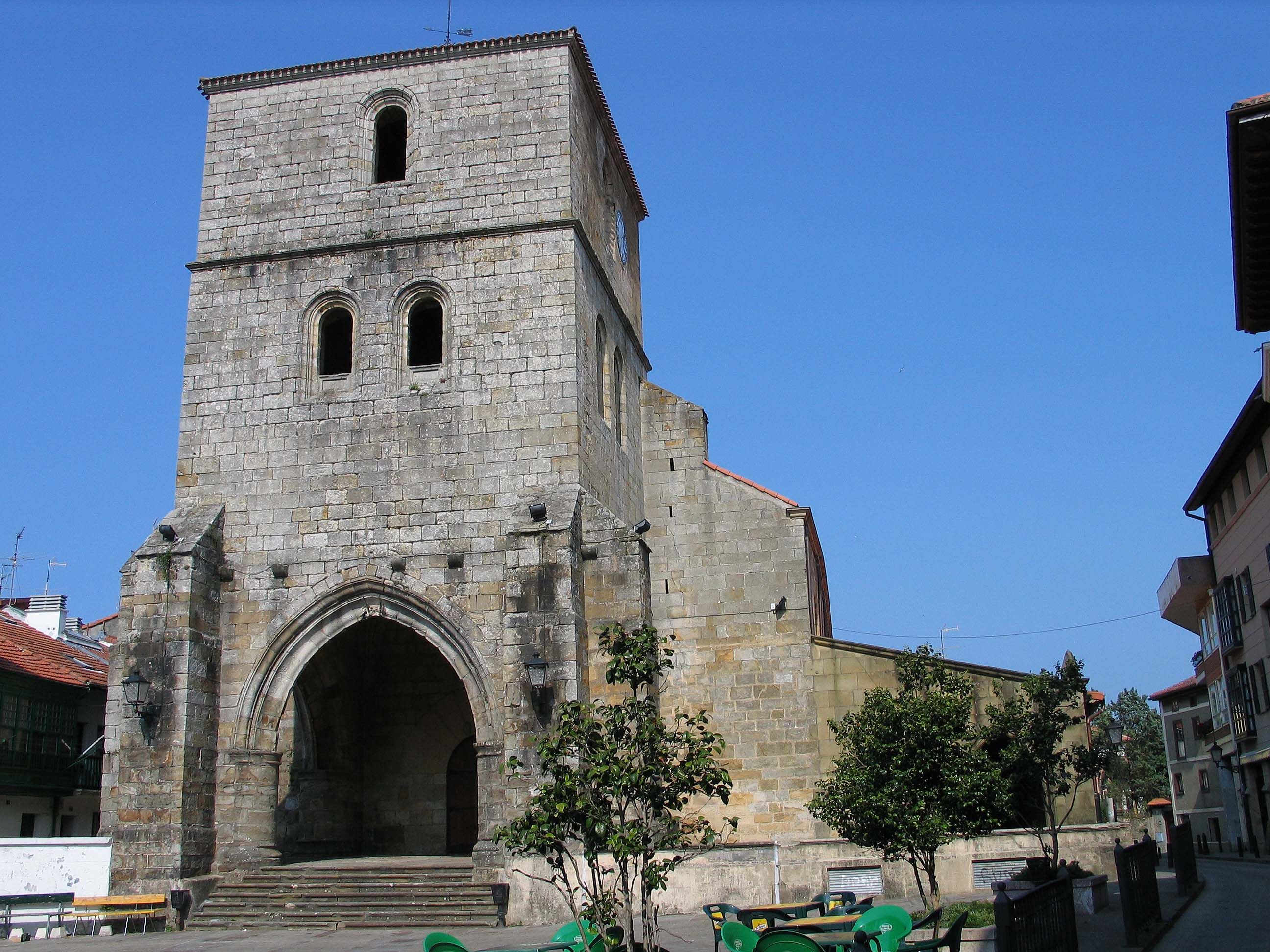
Église
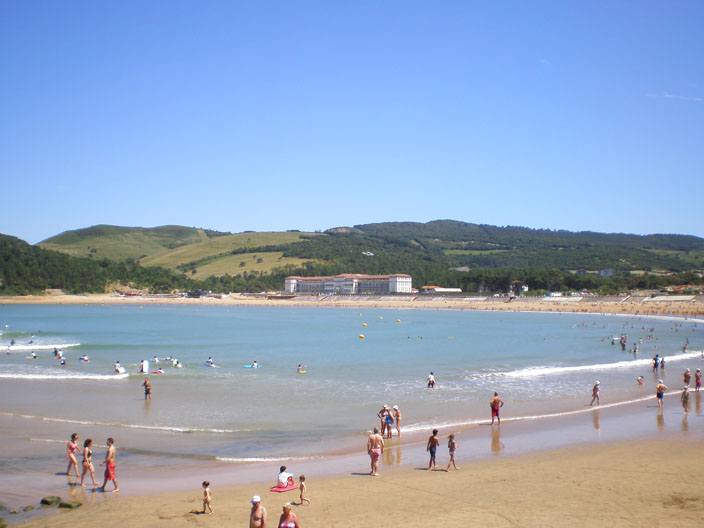
Plage de Plentzia